# Huancané (provincie)
Huancané is een provincie in de regio Puno in Peru. De provincie heeft een oppervlakte van  2.806 km² en telt 64.826 inwoners (2015). De hoofdplaats van de provincie is het district Huancané.

## Bestuurlijke indeling
De provincie Huancané is verdeeld in acht districten, UBIGEO tussen haakjes:
- (210602) Cojata
- (210601) Huancané, hoofdplaats van de provincie
- (210603) Huatasani
- (210604) Inchupalla
- (210605) Pusi
- (210606) Rosaspata
- (210607) Taraco
- (210608) Vilque Chico

Azángaro · Carabaya · Chucuito · El Collao · Huancane · Lampa · Melgar · Moho · Puno · San Antonio de Putina · Sandia · San Román · Yunguyo